# Oyem
Oyem este un oraș situat în partea de nord a Gabonului, în provincia Woleu-Ntem, la o altitudine de 650 m. Este reședința provinciei sus-numite precum și a departamentului Woleu. La recensământul din 2013, Oyem avea o populație de 60.685 locuitori. Centru comercial. Aeroport local (cod ICAO FOGO, cod IATA OYE), cu zboruri ce conectează localitatea cu Libreville, capitala statului.

## Personalități născute aici
- Raymond Ndong Sima (n. 1955), om politic, premier al Gabonului⁠(d).